# Swami Lateplate
Swami Lateplate ist eine 2007 debütierte Dark-Jazz-Band.

## Geschichte
Die New Yorker Jazz- und Fusionmusiker Bobby Previte und Jamie Saft agierten vor dem Debüt von Swami Lateplate in verschiedenen Projekten miteinander. Unter anderem waren beide in John Zorns Masada-Projekt involviert. Mit Swami Lateplate entstand eine Kooperation, die das Duo mit dem Ziel gründete, Doom Metal als Blaupause für Jazz zu nutzen. Ihr Debüt nahm das Duo in Safts Studio „Frank Booth“ auf. Saft spielte Klavier, Orgel, Mellotron, Previte Schlagzeug. Als Gastmusiker war John Redcorn am Bass beteiligt. Saft veröffentlichte das Debüt des Duos, unter dem Titel Dark Jazz, über sein Label Veal Records. Editiert veröffentlichte Veal Records 2012 das Album ein weiteres Mal. Das Album erlangte Popularität als „Goldstandard“ des Nischengenres. Im Jahr 2021 veröffentlichte das italienische Label Subsound Records, das mit Macelleria Mobile di Mezzanotte und Last Call at Nightowls weitere Genrevertreter lizenziert, das Album erneut. Zwei Jahre später erschien mit Doom Jazz II das zweite Album des Duos.

## Stil
Mit „diverse Anleihe an den Post Rock“ spielt Swami Lateplate einen Dark Jazz, bei dem die Rockmusik „vor dem Ohr des Hörers […] in seine Einzelteile zerfällt. Luftige Pianoklänge, eine flirrende Bassarbeit sowie fein ausgearbeitete Perkussion bestimmen das Klangbild.“ Unter der Nutzbarmachung des Doom Metal, gestaltete das Duo „kraftvoll dahinschleichende“ Musik mit reduziert einfachen Themen die meist „von gedämpften Basslinien getragen und vom Klavier, wie Salz auf einem Gletscher, verziert“ werden. Prevites Schlagzeugspiel sticht mit isoliert ausklingenden Becken- und Snare-Anschlägen heraus.

## Diskografie
- 2007: Dark Jazz (Album, Veal Records; 2021: Subsound Records)
- 2023: Doom Jazz II (Album, Subsound Records)